# Кяйвяряйнен, Иван Иванович
Иван Иванович Кяйвяряйнен (30 июня 1912 ― 7 октября 1996, Петрозаводск) — учёный-историк, доктор исторических наук.

## Биография
Родился в семье крестьянина. В 1928―1930 годах работал учителем в школах Карелии и Ленинградской области. В 1934 году окончил Ленинградский пединститут.
В 1934―1936 годах был ассистентом кафедры всеобщей истории Карельского государственного пединститута (ныне Карельский государственный педагогический университет). С сентября 1937 года работал аспирантом Ленинградского государственного университета. В 1938―1939 годах арестован, затем освобожден и реабилитирован.
Участник советско-финской войны. После окончания аспирантуры Ленинградского государственного университета с 1943 по 1989 год работал в Карело-Финском государственном университете (с 1956 Петрозаводский государственный университет): заведующий кафедрой всеобщей истории, декан историко-филологического факультета (1947―58 гг.), проф. кафедры всеобщей истории.
Автор 22 научных работ. Основатель российской финнистики. Инициатор специализации по изучению истории Финляндии и стран Северной Европы в Петрозаводском государственном университете. Награжден медалями. Заслуженный деятель науки КАССР (1965).